# Demo dei Trivium
I demo dei Trivium, gruppo musicale statunitense formatosi nel 1999, furono pubblicati indipendentemente tra il 2003 e il 2004. Le tracce dei tre EP furono successivamente incluse in Ember to Inferno: Ab Initio, riedizione del loro album di debutto pubblicata nel 2016 dalla Roadrunner Records.

## Ruber
Ruber è il primo demo dei Trivium, pubblicato indipendentemente nel 2001.
Il disco è conosciuto anche con il titolo The Red Demo. A differenza degli altri due demo, nessuno dei brani contenuti in questo disco è stato riregistrato per alcun album in studio del gruppo.

### Tracce
Testi e musiche di Matt Heafy.
1. Pain – 7:19
2. Thrust – 5:39
3. Lake of Fire – 6:15

### Formazione
- Matt Heafy – voce, chitarra
- Brent Young – basso
- Travis Smith – batteria

## Trivium
Trivium è il secondo demo dei Trivium, pubblicato indipendentemente l'11 febbraio 2003.
Il disco è conosciuto anche con il titolo Caeruleus o The Blue Demo. Quattro delle sette tracce dell'EP sono state successivamente riregistrate e inserite nell'album di debutto del gruppo, Ember to Inferno.

### Tracce
Testi e musiche di Matt Heafy.
1. To Burn the Eye – 7:00
2. Requiem – 5:02
3. Fugue – 4:30
4. My Hatred – 4:52
5. The Storm – 6:04
6. Sworn – 4:28
7. Demon – 3:30

### Formazione
- Matt Heafy – voce, chitarra
- Brent Young – basso
- Travis Smith – batteria

## Flavus
Flavus è il terzo demo dei Trivium, pubblicato indipendentemente nel 2004.
Il disco è conosciuto anche con il titolo The Yellow Demo. Si tratta del primo lavoro del gruppo con il chitarrista Corey Beaulieu, coautore delle musiche, e il primo senza il bassista Brent Young. Tutte le tracce dell'EP sono state successivamente riregistrate e inserite nel secondo album in studio del gruppo, Ascendancy, con il nuovo bassista Paolo Gregoletto.
Nel video ufficiale di Like Light to the Flies, singolo di debutto del gruppo, è stata utilizzata la versione presente in questo demo.

### Tracce
Testi di Matt Heafy, arrangiamenti musicali di Matt Heafy, Corey Beaulieu e Travis Smith.
1. Like Light to the Flies – 5:37
2. Blinding Tears Will Break the Skies – 5:42
3. The Deceived – 5:49

### Formazione
- Matt Heafy – voce, chitarra, basso
- Corey Beaulieu – chitarra, cori
- Travis Smith – batteria